# Арлесхаймский собор

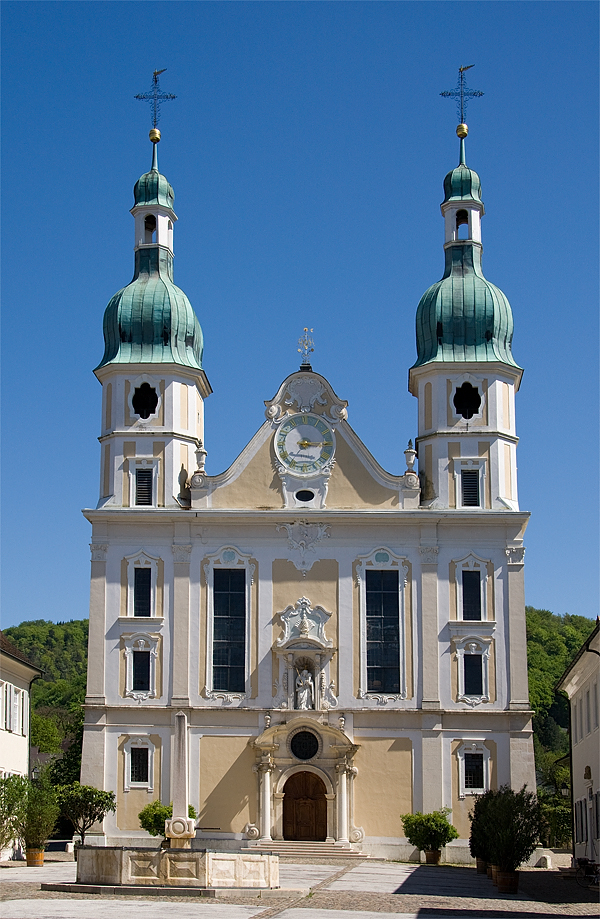
Главный фасад Арлесхаймского собора

Арлесхаймский собор (нем. Arlesheimer Dom) — бывшая соборная церковь епископства Базель, с 1812 года и по настоящее время используемая как приходская церковь швейцарской общины Арлесхайм в кантоне Базель-ланд. Церковь считается символом Арлесхайма, и известна, в том числе, благодаря органу Иоганна Андреаса Зильбермана (нем. Johann Andreas Silbermann, 1712—1783).
Базельский епископ, покинувший Базель в 1529 году вследствие Реформации, изначально нашёл прибежище в Альткирхе и затем — в Поррантрюи, в то время как домский капитул временно обосновался в немецком Фрайбурге-в-Брайсгау. В 1670-х годах было решено, наконец, обустроить новую резиденцию капитула в Арлесхайме. Вариант Поррантрюи, где располагалась резиденция епископа, для домского капитула не подходил из-за того, что город находился в пределах другой епархии — архиепископства Безансон.
Собор был выстроен в период 1679—1681 годов по планам Франца Демесса (нем. Franz Demess), и был торжественно освящён 26 октября 1681 года. Одновременно на площади перед собором под руководством братьев Якоба и Карла Энгель (нем. Jakob Engel, Karl Engel) были возведены дома для членов домского капитула.
В 1792 году, с развитием Французской революции и провозглашением Рауракской республики, князь-епископ Сигизмунд фон Роггенбах (Sigismund von Roggenbach, 1726—1794) бежал в Констанц, вслед за чем в 1793 году Арлесхайм покинули и члены домского капитула. Собор был продан на аукционе, и использовался сначала как склад, а затем — в качестве конюшни, до тех пор, пока в 1812 году в нём не была размещена приходская церковь общины Арлесхайм.
В 1828 году епископство Базель было основано заново, но его административный центр был перенесён теперь в Солотурн, в связи с чем новым кафедральным собором диоцеза стала коллегиатская церковь святого Урса.   

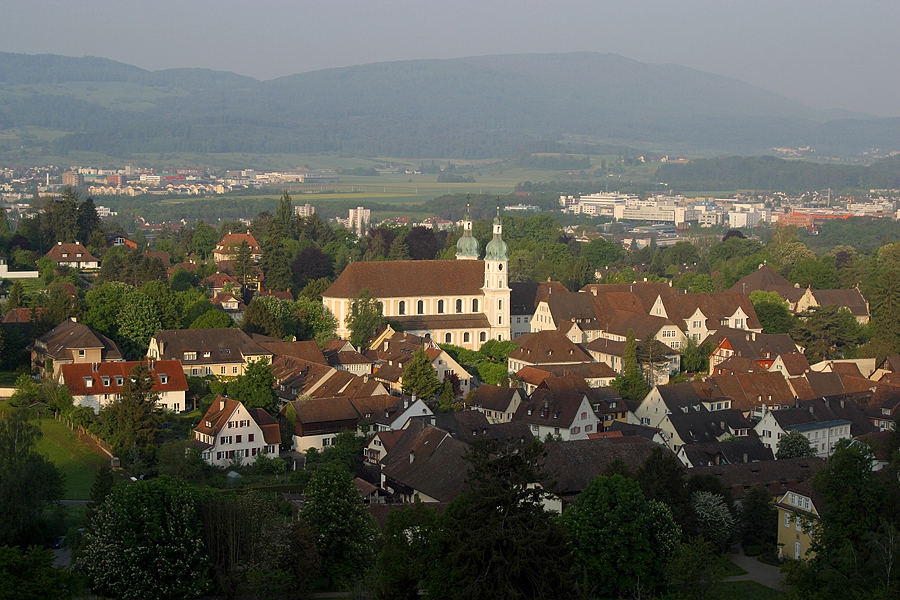
Общий вид на собор и Арлесхайм
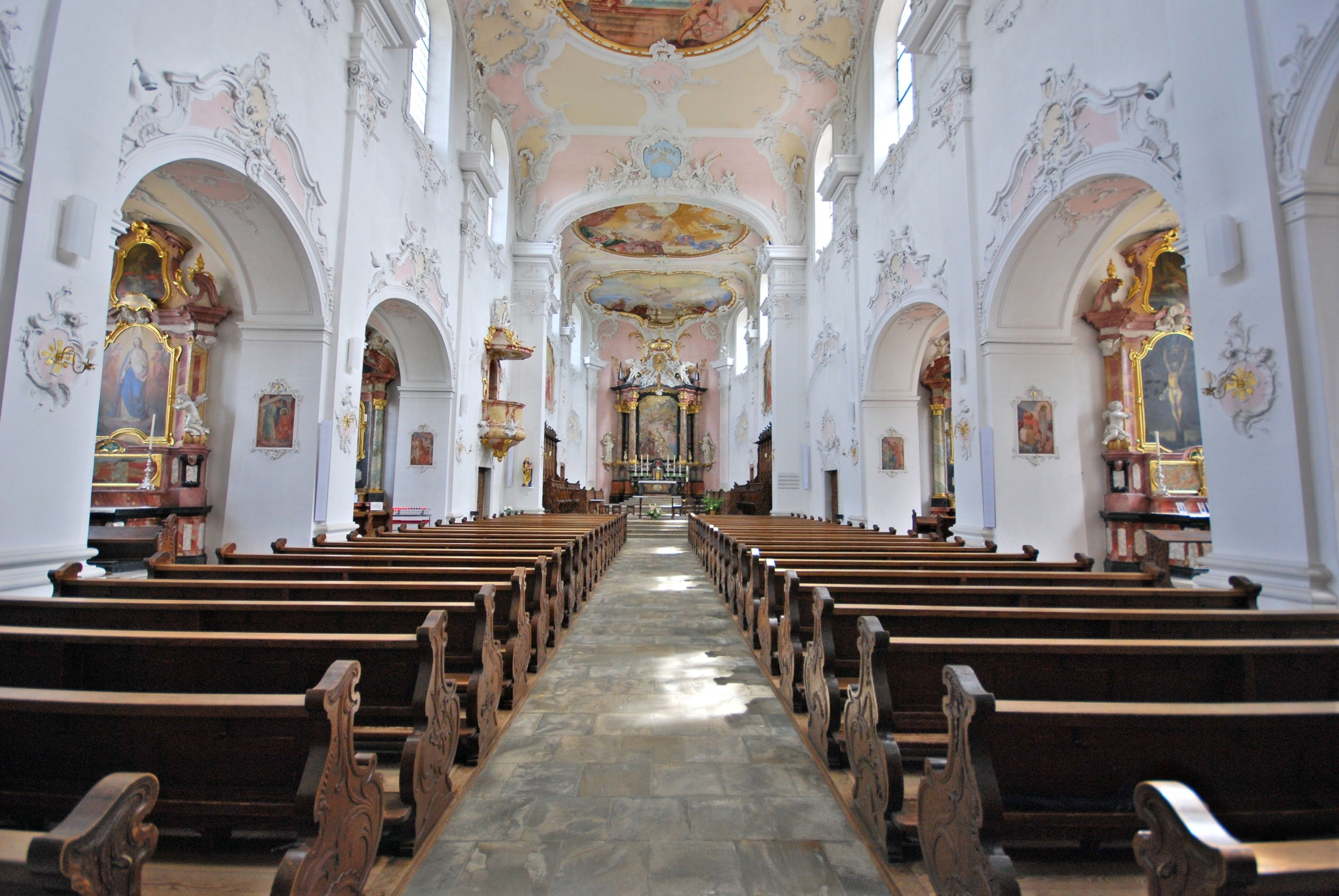
Вид внутреннего убранства
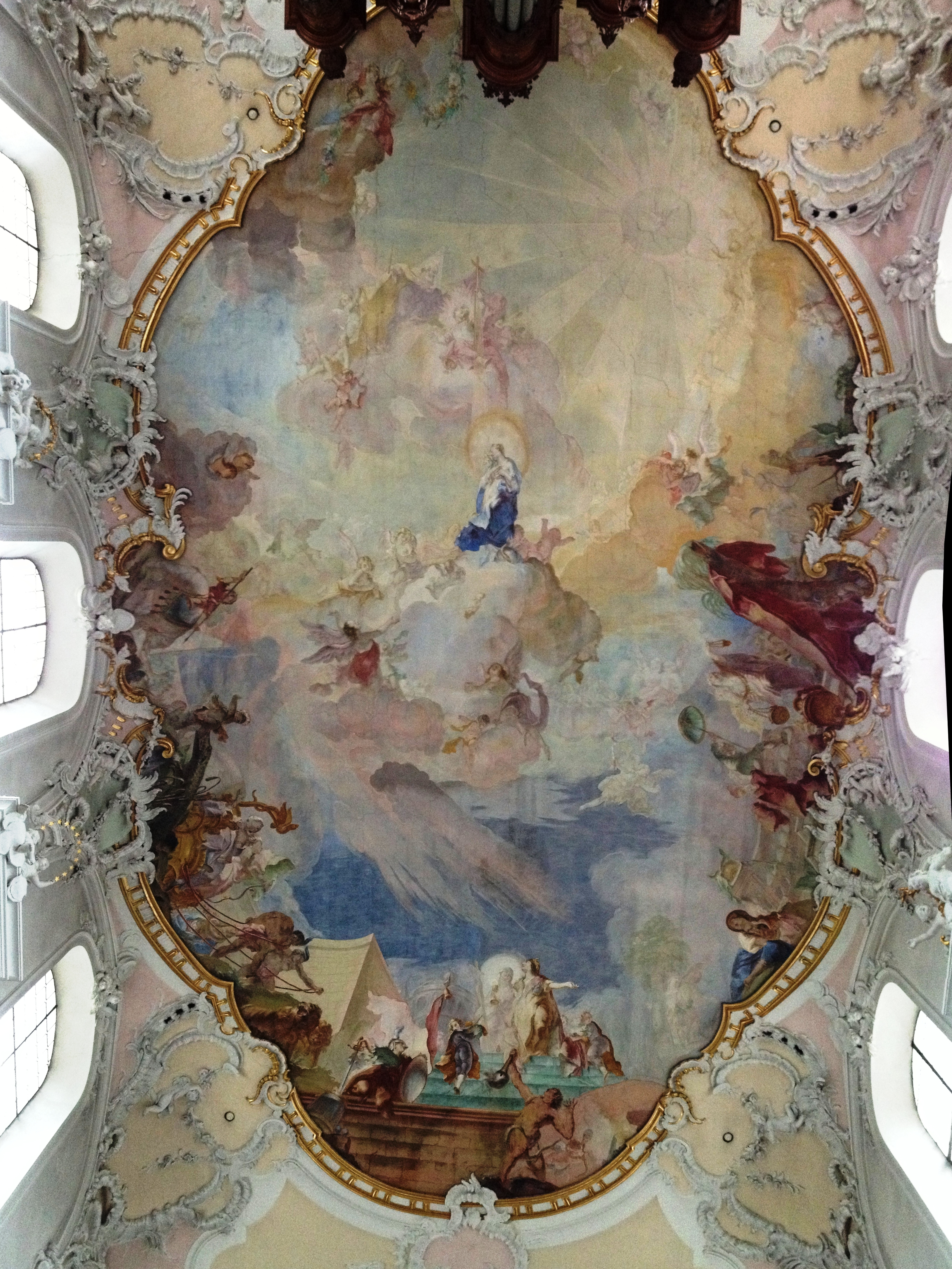
Потолочная роспись в центральном нефе